# Pozo de cimentación

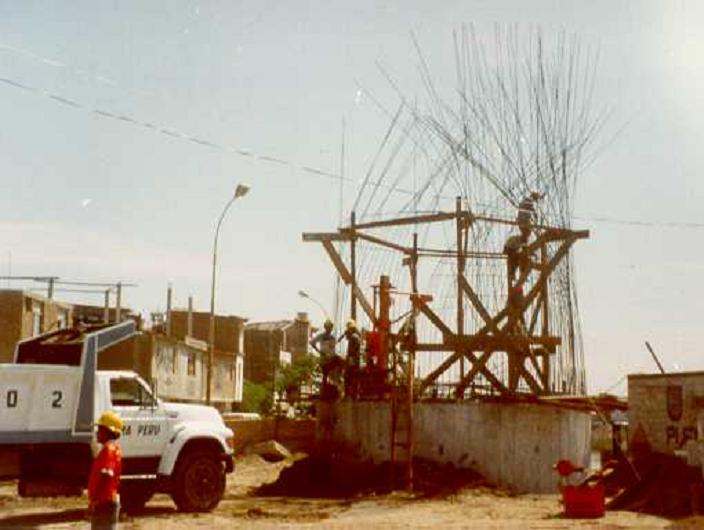
Construcción de un caisson mientras que este se está hundiendo

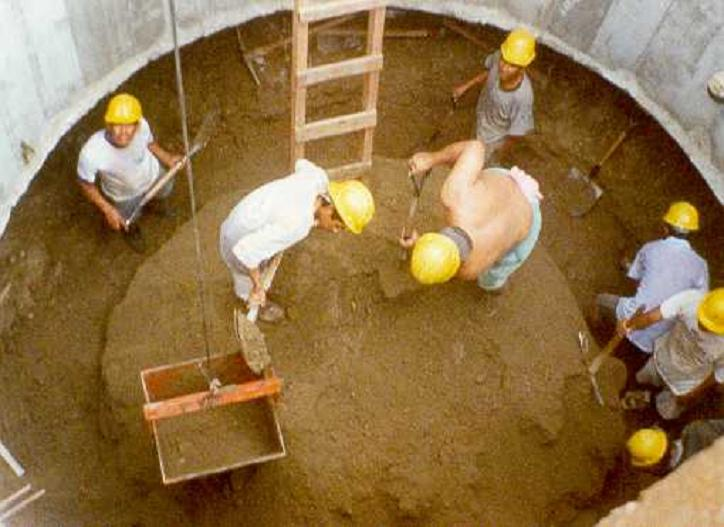
Hundimiento de un pozo de cimentación excavando a mano en el interior

El pozo de cimentación, también conocido por su nombre en francés caisson, es un tipo de cimentación semiprofunda, utilizada cuando los suelos no son adecuados para cimentaciones superficiales por ser blandos. Los pozos de cimentación también son frecuentemente utilizados para cimentar pilares de puentes en el cauce de los ríos cuando no es posible o no es conveniente crear un desvío parcial o total del río.
La particularidad del pozo de cimentación es la de que se va construyendo a medida que se va hundiendo en el terreno. La sección transversal del caisson generalmente es circular, pero existen también secciones cuadradas, rectangulares o elípticas.
El proceso constructivo, cuando este se efectúa en tierra, comienza con la construcción del cabezal, generalmente de hormigón armado, provisto en su generatriz externa de una cuchilla vertical, una lámina de acero sólidamente anclada al cabezal. A seguir, ya colocado el cabezal en la posición en la que ha de hundirse en la tierra, se construyen los primeros metros del cuerpo del pozo de cimentación. El cuerpo del pozo de cimentación es de unos 5 a 10 cm menor que el perímetro externo del cabezal, con la finalidad de reducir la fricción de la pared con el suelo.
Al comenzarse la excavación de la tierra al interior del pozo, el peso de este comenzará a hundirlo. En la medida que se va hundiendo se va progresivamente aumentando la pared que aún sobresale fuera del terreno, hasta llegarse a la profundidad deseada, algunas decenas de metros. Una vez llegados a la profundidad deseada, se construye un tapón de hormigón en la base, de forma que el peso de la estructura que ha de construirse sobre la cimentación se reparta uniformemente sobre toda la sección del pozo, que puede llegar a ser de hasta 12-15 m de diámetro, en el caso de ser circular, y tener largo de más de 20 m en caso de ser rectangular.
Una vez sellado el pozo, en la base, se puede proceder a llenarlo con material inerte o puede dejarse vacío. En este último caso si el nivel freático es más elevado que el fondo, con el tiempo el agua se equilibrará fuera y dentro. El dejar el pozo hueco, o parcialmente hueco, contribuye a disminuir el peso total de la estructura.
Cuando el pozo de cimentación debe ser colocado en el agua, generalmente se completa su construcción en la margen del río o lago y luego se remolca hasta su lugar definitivo, donde se procede a hundirlo hasta la profundidad deseada. Si la profundidad es considerable, puede ser conveniente que el cuerpo del pozo tenga una cámara cerrada donde trabajan los obreros encargados del hundimiento.